# Raffaele Rubini
Raffaele Giovanni Rubini (Brindisi, 19 ottobre 1817 – Brindisi, 13 aprile 1890) è stato un matematico italiano.

## Biografia
Nacque a Brindisi da Settimio, mercante di seta, e da Giuseppa Gargiulo. 
Compiuti gli studi a Brindisi, si recò, grazie al mecenatismo del concittadino Teodoro Monticelli, a Napoli dove si laureò in matematica e in architettura nel 1844. Insegnò matematica al Collegio Militare della Nunziatella e quindi matematica e fisica al Liceo di Lecce, incarico che dovette lasciare in seguito ai moti rivoluzionari del 1848, cui aveva aderito. Insegnò privatamente fino al 1859, anno in cui fu chiamato a ricoprire la cattedra di meccanica razionale del Regio Collegio di Marina a Napoli.
Nel 1861 ottenne la cattedra di meccanica razionale all'Università di Napoli; e poi quella di algebra complementare, incarico che mantenne fino al 1866, quando fu costretto a lasciarla per prendersi un periodo di riposo. 
Oltre all'attività come matematico, Rubini coltivò a buon livello anche la pittura, la musica e la poesia, fatto che gli guadagnò non pochi ammiratori tra i contemporanei.
Socio corrispondente nazionale per cinque lustri della Reale Accademia di Scienze Fisiche e Matematiche di Napoli, fu socio anche dell'Accademia di Siviglia, dell'Accademia Pontaniana e dell'Accademia di Scienze Fisiche e Matematiche di Bruxelles.
Fu prolifico autore di libri di testo per i licei e per l'università apprezzati in tutta Italia e anche all'estero. In particolare, molte delle sue opere furono tradotte in spagnolo dal prof. Emilio Marquez y Villarroel dell'Università di Siviglia.
Alla sua morte, la città di Brindisi eresse un monumento in sua memoria.

## Pubblicazioni
- Applicazione della teorica dei determinanti: nota, in Annali di scienze matematiche e fisiche. Roma, maggio 1857
- Trattato di geometria analitica, 2. ed. accresciuta e migliorata. Lecce 1857
- Elementi di algebra, secondo i programmi universitarii di esame per l'istruzione secondaria. Napoli 1861
- Elementi di trigonometria, secondo i programmi universitarii di esame per l'istruzione secondaria. Napoli 1861
- Elementi di algebra 2. ed. accresciuta e migliorata. Napoli 1864
- Lezioni di aritmetica 3. ed. riveduta e in alcuni punti modificata. Napoli 1864
- Elementi di geometria. 1: Geometria del piano. Napoli 1864
- Elementi di geometria. 2: Geometria nello spazio. Napoli 1865
- Elementi di algebra 3. ed. accresciuta e migliorata. Napoli 1866
- Complemento agli elementi d'algebra 2. ed. notabilmente accresciuta e migliorata. Napoli 1867
- Elementi di calcolo infinitesimale. 1: Calcolo differenziale. Napoli 1868 (2. ed. 1874)
- Elementi di calcolo infinitesimale. 2: Calcolo integrale. Napoli 1869 (2. ed. 1875)
- Compendio di geometria analitica. Napoli 1869
- Trattato d'algebra. 1: Primi elementi d'algebra 5. ed. Napoli 1872 (1878)
- Trattato d'algebra. 2: Complemento agli elementi d'algebra. Napoli 1873
- Lezioni di aritmetica 7. ed. secondo i programmi governativi accresciuta ed emendata. Napoli 1877
- Formole di trasformazioni nella teorica dei determinanti. in Giornale di Matematiche diretto dal prof. G. Battaglini volume 16. 1878
- Complemento al calcolo infinitesimale. Napoli 1880
- Intorno ad un'assertiva di Boole: osservazione in Rendiconto della reale accademia delle scienze fisiche e matematiche di Napoli, anno 19., fasc. 9. e 10., settembre e ottobre 1880.
- Esercizii d'integrazione col calcolo dei simboli d'operazione in Giornale di Matematiche diretto dal prof. Battaglini, vol.19 a. 1881